# Championnats Banque Nationale de Granby 2023 - Doppio femminile
Alicia Barnett e Olivia Nicholls erano le detentrici del titolo ma hanno deciso di non partecipare al torneo.
In finale Marcela Zacarías e Renata Zarazúa hanno sconfitto Carmen Corley e Ivana Corley con il punteggio di 6–3, 6–3.

## Teste di serie
1. Makenna Jones /  Jamie Loeb (quarti di finale, ritirate)
2. Marcela Zacarías /  Renata Zarazúa (campionesse)

1. Bianca Fernandez /  Victoria Hu (primo turno)
2. Jaeda Daniel /  Jessica Failla (quarti di finale)

## Tabellone

### Legenda
| - Q = Qualificato - WC = Wild card - LL = Lucky loser | - ALT = Alternate - SE = Special Exempt - PR = Protected Ranking | - w/o = Walkover - r = Ritirato - d = Squalificato |

|  | Primo turno | Primo turno             | Primo turno             | Primo turno             | Primo turno |  |  | Quarti di finale | Quarti di finale        | Quarti di finale        | Quarti di finale        | Quarti di finale     |   |     | Semifinali | Semifinali                 | Semifinali                 | Semifinali                      | Semifinali                      |   |   | Finale | Finale | Finale | Finale | Finale |  |
|  |             |                         |                         |                         |             |  |  |                  |                         |                         |                         |                      |   |     |            |                            |                            |                                 |                                 |   |   |        |        |        |        |        |  |
|  | 1           | M Jones J Loeb          | M Jones J Loeb          | 6                       | 6           |  |  |                  |                         |                         |                         |                      |   |     |            |                            |                            |                                 |                                 |   |   |        |        |        |        |        |  |
|  |             | N Lagaev R Leroux       | N Lagaev R Leroux       | 0                       | 3           |  |  | 1                | M Jones J Loeb          | M Jones J Loeb          | M Jones J Loeb          |                      |   |     |            |                            |                            |                                 |                                 |   |   |        |        |        |        |        |  |
|  |             | C Corley I Corley       | C Corley I Corley       | 6                       | 6           |  |  |                  | C Corley I Corley       | C Corley I Corley       | C Corley I Corley       | w/o                  |   |     |            |                            |                            |                                 |                                 |   |   |        |        |        |        |        |  |
|  |             | A Markham M Okalova     | A Markham M Okalova     | 0                       | 3           |  |  |                  |                         |                         |                         |                      |   |     |            | C Corley I Corley          | 6                          | 5                               | [10]                            |   |   |        |        |        |        |        |  |
|  | 4           | J Daniel J Failla       | J Daniel J Failla       | 7                       | 6           |  |  |                  |                         |                         | K Pierre-Louis L Sleeth | 3                    | 7 | [6] |            |                            |                            |                                 |                                 |   |   |        |        |        |        |        |  |
|  |             | S Nicholson O Ogilvy    | S Nicholson O Ogilvy    | 5                       | 2           |  |  | 4                | J Daniel J Failla       | J Daniel J Failla       | 1                       | 5                    |   |     |            |                            |                            |                                 |                                 |   |   |        |        |        |        |        |  |
|  |             | S Fung R Marino         | S Fung R Marino         | S Fung R Marino         |             |  |  |                  | K Pierre-Louis L Sleeth | K Pierre-Louis L Sleeth | 6                       | 7                    |   |     |            |                            |                            |                                 |                                 |   |   |        |        |        |        |        |  |
|  |             | K Pierre-Louis L Sleeth | K Pierre-Louis L Sleeth | K Pierre-Louis L Sleeth | w/o         |  |  |                  |                         |                         |                         |                      |   |     |            | Carmen Corley Ivana Corley | Carmen Corley Ivana Corley | 3                               | 3                               |   |   |        |        |        |        |        |  |
|  |             | K Okamura H Sakatsume   | K Okamura H Sakatsume   | 6                       | 6           |  |  |                  |                         |                         |                         |                      |   |     |            |                            | 2                          | Marcela Zacarías Renata Zarazúa | Marcela Zacarías Renata Zarazúa | 6 | 6 |        |        |        |        |        |  |
|  |             | N Kukharchuk S León     | N Kukharchuk S León     | 1                       | 0           |  |  |                  | K Okamura H Sakatsume   | K Okamura H Sakatsume   | 6                       | 6                    |   |     |            |                            |                            |                                 |                                 |   |   |        |        |        |        |        |  |
|  |             | G Price K Scott         | 5                       | 6                       | [10]        |  |  |                  | G Price K Scott         | G Price K Scott         | 3                       | 3                    |   |     |            |                            |                            |                                 |                                 |   |   |        |        |        |        |        |  |
|  | 3           | B Fernandez V Hu        | 7                       | 0                       | [8]         |  |  |                  |                         |                         |                         |                      |   |     |            | K Okamura H Sakatsume      | K Okamura H Sakatsume      | 1                               | 4                               |   |   |        |        |        |        |        |  |
|  |             | L Kwong A Ulyashchenko  | 2                       | 7                       | [7]         |  |  |                  |                         | 2                       | M Zacarías R Zarazúa    | M Zacarías R Zarazúa | 6 | 6   |            |                            |                            |                                 |                                 |   |   |        |        |        |        |        |  |
|  |             | K Cross V Mboko         | 6                       | 5                       | [10]        |  |  |                  | K Cross V Mboko         | 6                       | 0                       | [8]                  |   |     |            |                            |                            |                                 |                                 |   |   |        |        |        |        |        |  |
|  |             | M Ostrzygalo R Verma    | M Ostrzygalo R Verma    | 2                       | 1           |  |  | 2                | M Zacarías R Zarazúa    | 3                       | 6                       | [10]                 |   |     |            |                            |                            |                                 |                                 |   |   |        |        |        |        |        |  |
|  | 2           | M Zacarías R Zarazúa    | M Zacarías R Zarazúa    | 6                       | 6           |  |  |                  |                         |                         |                         |                      |   |     |            |                            |                            |                                 |                                 |   |   |        |        |        |        |        |  |